# 모천국
소하성 어종( Anadromous Fish,Fish migration)들은 일생의 대부분을 바다에서 생활하고 번식기에 회유하여 하천, 호수 등지에 거슬러 올라와 알을 낳는 성질을 갖고있는데, 연어, 송어, 철갑상어 등이 알려져 있다. 이러한 소하성 어종의 산란의 장소가 되는 하천을 점유,영유하고 있는 국가를 특히 모천국(母川國)이라고 한다.
이러한 소하성 어종의 모천국이 스스로  소하성 자원을 인식하고 모천국으로서의 책임과 의무를 다하는 것은 국가적인 차원에서 뿐만 아니라 소하성 어종의 생태적인 측면에서도 지구 자연을 보호하는데 중요한 의미가 있다.
이러한 취지에서 우리나라의 수산자원관리법은 별도로 소하성 자원에 대한 정의와 관리의 필요성을 인식하고 지구 자연의 자원이 보존되면서 동시에 다국적인 관련국가들로부터 소하성 어류의 회유를 안전하게 보장하기위한 모천국의 책임을 다하는 입장에 있다.

## 같이 보기
- 회유
- 북태평양소하성어류위원회

## 참고
- 수산자원관리법